# Балдовин
Балдовин (1325–1345) је био српски кнез (војвода) и казнац који је служио краљу Стефану Урошу III (1321–1331). Држао је покрајину око Врања.

## Живот
Према Константину Јиречеку, највероватније је рођен у Котору. Већина научника тврди да је Балдовин био племић који се помиње у обе његове титуле (кнез и казнац), иако неки претпостављају да су у ствари постојала два магната са тим именом. Балдовин је вероватно био предак племићке породице Багаш.
Митрополит призренски Арсеније, казнац Балдовин, војвода Градислав, жупан Вратко, кнез Гргур Курјаковић, ставилац Милош (титула се помиње први пут), војвода Дејан Мањак, Градислав Сушеница, Никола Бућа и протођакон Марин Баранић, потписали су документ од Стефана Уроша III, од 22. јануара 1325. године, ради продаје неких поморских поседа Дубровачкој републици. Поседи, Стон и Пељешац, службено су предати 1333. године, уз присуство Балдовина.
Владао је покрајином око Врања, коју је добио од краља Стефана Уроша III. У краљевој хрисовуљи помињу се „Балдовин и његова деца“, који су добили „Црква Светог Николе у Врању, села, походе, винограде, катун, ливаде, воденице и све стране села Врање .“ Запис је навео краљ Стефан Душан у једној од својих повеља од 1343. до 1345. године, где је потврдио даривање цркве Светог Николе Хиландару од жупана (грофа) Маљушата, сина од Балдовина. Цар Душан помиње да су Балдовин и његова деца добили хрисовуљу за службу код краља Стефана Уроша III, што значи да су деца у време хрисовуље Уроша III већ била пунолетна.
Приликом обнове цркве Светог Николе у Врању 1894. године откривени су надгробни споменици са натписима у наосу цркве испред олтарске преграде. Ове плоче су касније пренете у Београд, у Народни музеј. Једна од три сачуване плоче односи се на дан погибије кнеза Балдовина. 